# Vrhovlje, Sežana
Vrhovlje este o localitate din comuna Sežana, Slovenia, cu o populație de 90 de locuitori.